# NGC 924
NGC 924 في الفهرس العام الجديد، هي مجرة، تقع في كوكبة الحمل (كوكبة). اكتشفت في 29 نوفمبر 1785 بواسطة ويليام هيرشل.

## روابط خارجية
- NGC 924 على موقع ويكي سكاي: DSS2, SDSS, GALEX, IRAS, Hydrogen α, X-Ray, Astrophoto, Sky Map, Articles and images